# Sillogismo disgiuntivo
Il sillogismo disgiuntivo (detto anche modus tollendo ponens, abbreviato SD) è una regola d'inferenza derivata che applica alla disgiunzione una proprietà deduttiva di questa forma:
P o Q.
non-P.
Quindi Q.
o in linguaggio formale:
{\displaystyle p\lor q}
¬ {\displaystyle p\quad }
{\displaystyle \vdash q}
Tabella di verità:
| p | q | p{\displaystyle \vee }q |  |
| - | - | ----------------------- |  |
| V | V | V                       |  |
| V | F | V                       |  |
| F | V | V                       |  |
| F | F | F                       |  |

La prima premessa del sillogismo equivale alla tavola di verità della disgiunzione. Leggendola al contrario, si vede che se la prima premessa è vera (terza colonna) e  p è falsa (premessa minore), necessariamente si cade nel terzo caso in cui è vera q.
Detto in modo informale: se si danno due ipotesi disgiunte P o Q, e si nega una delle due ipotesi (ad esempio P), per la regola della disgiunzione si potrà inferire Q. Questo è possibile per la tavola di verità della disgiunzione, per la quale essa è falsa solo se entrambi gli enunciati sono falsi. Essendo la disgiunzione data per vera come premessa almeno uno dei due termini dev'essere vero; dunque, se un termine è falso, l'altro è sicuramente vero.
Un esempio ancora più concreto:
Oggi vado al cinema o vado in piscina.
Ma non vado in piscina.
Dunque, oggi vado al cinema.